# Herbert Wolff
Pour les articles homonymes, voir Wolff.
Herbert Wolff (né le 8 avril 1904 à Oberkirch et mort le 29 octobre 1958 à Waldkirch) est un homme politique allemand de la CDU. 

## Biographie
Depuis la fin de la guerre, Wolff, qui a rejoint la CDU en 1946, travaille à plein temps comme éditeur et expert en édition dans la presse agricole. Depuis 1950, il est rédacteur en chef et directeur de la publication du Badische Bauern-Zeitung. Il est député du Bundestag depuis les élections du Bundestag en 1957 jusqu'à sa mort. 
Wolff est membre de la fraternité étudiante catholique KDSt.V. Carolingia Hohenheim depuis 1922. 